# Arūnas Štaras
Arūnas Štaras (ur. 2 lipca 1951 w Żagarach) – litewski matematyk i wykładowca, polityk, w latach 1991–1993 burmistrz Wilna. Od 2008 do 2012 wiceminister komunikacji.

## Życiorys
Po ukończeniu szkoły średniej w Poniewieżu studiował matematykę w Wileńskim Uniwersytecie Państwowym (VVU). W latach 1977–2000 pracował na macierzystej uczelni, w tym jako asystent, dyrektor katedry i wykładowca. W 1978 uzyskał stopień doktora nauk przyrodniczych na Uniwersytecie Moskiewskim im. Łomonosowa. Od 1985 przysługuje mu tytuł docenta. Odbywał staże na Uniwersytecie Jagiellońskim, Uniwersytecie Karola i w instytucjach finansowych USA.
W 1988 zaangażował się w działalność w "Sąjūdisie". W latach 1990–1993 zasiadał w radzie miejskiej Wilna z ramienia Ruchu. Od 1991 do 1993 pełnił funkcję burmistrza Wilna, następnie zaś przeszedł do pracy w instytucjach finansowych. W 2000 powrócił do wileńskiej rady miejskiej, w której zasiadał również w kadencji 2007–2011. Od 2007 do 2008 wykonywał obowiązki zastępcy burmistrza stolicy. W wyborach w 2011 był lokomotywą wyborczą Ruchu Liberalnego Republiki Litewskiej, jednak liberałowie nie uzyskali przedstawicielstwa w radzie miejskiej Wilna.
Był członkiem Litewskiego Związku Liberałów oraz Związku Liberałów i Centrum. Obecnie jest działaczem Ruchu Liberalnego Republiki Litewskiej (sprawował funkcję wiceprzewodniczącego tego ugrupowania). W 2008 z ramienia LRLS został wiceministerm komunikacji w rządzie Andriusa Kubiliusa. Był członkiem Klubu "Perkūnas" Rotary w Wilnie. W 2014 stanął na czele struktur LRLS w Połądze. 
Żonaty, ma córkę i syna.